# 스타일 오브 아이
스타일 오브 아이(Style of Eye, 본명: 리누스 에클뢰브(Linus Eklöw), 1979년 8월 29일 ~ )는 스웨덴의 DJ이다.